# 萩尾ノブト
萩尾 ノブト（はぎお ノブト、1975年5月1日 - ）は、日本の漫画家。東京都国分寺市在住。男性。代表作は『ユリア100式』など。妻は漫画家のあらい・まりこ。

## 作品リスト

### 長編
- ADパラダイス（竹書房『Dokiッ!Special』連載）単行本全1巻 ※成人向け
- ユリア100式（原作：原田重光、白泉社『ヤングアニマル』連載）単行本全12巻
- はるいちばん（白泉社『ヤングアニマルあいらんど』連載）単行本全1巻
- ぷりしら（白泉社『ヤングアニマルあいらんど』連載）単行本全1巻
- マスカラ（講談社『週刊ヤングマガジン』短期集中連載）単行本全2巻
- とりしまっていこー!（原作：RIN、白泉社『ヤングアニマル』連載）単行本全3巻
- うしろのぼたんさん（原作：SOW、白泉社『ヤングアニマルDensi』連載）単行本全1巻
- いたこのこ（竹書房『月刊キスカ』連載）単行本全1巻
- 元最強勇者の再就職（原作：阿久津拓矩、ヒーローズ『コミプレ』内「わいるどヒーローズ」2022年4月1日[2] - 連載）単行本既刊6巻

### 短編
- チェリー（講談社 / 2002年）第11回アッパーズ新人マンガ賞大賞受賞作品
- 魔法女がくる!!（スクウェア・エニックス『増刊ヤングガンガン』掲載）
- ミスキャン☆スキャンダル（集英社『スーパージャンプ』2007年14号掲載）袋綴じオールカラー
- とびすぎフライト（集英社『スーパージャンプ』2008年10号掲載）袋綴じオールカラー
- らいく あ びっち!（集英社『週刊ヤングジャンプ』2011年4・5合併号掲載）「吹けよ新風2011"未来（サキ） "ヨミ!!　10連弾読切」第4弾
- 魔法少女なんです。（スクウェア・エニックス『ヤングガンガン』2011年23号掲載）『魔法女がくる!!』の外伝
- 子作りの方法お教えします。（富士見書房『月刊ドラゴンエイジ』2012年1月号掲載）
- 都市伝説な女（竹書房『月刊キスカ』2015年6月号掲載）
- 人のダイエットを笑うな（竹書房『月刊キスカ』2015年10月号掲載）
- ひめごはん（竹書房『月刊キスカ』2017年4月 - 6月号）

### イラスト
- 三国志大戦3 イラスト提供（セガ / 2008年）【群雄039】UC鄒